# Colina Kruopinė
Kruopinė o Žybartonys es una colina ubicada cerca de Vilna considerada como el segundo punto en altitud en Lituania. Su altura es de 293,65 m s. n. m. El estatus de mayor elevación en Lituania recae actualmente en la colina Aukštojas (293,84 m). La colina Juozapinė (292,7 m), anteriormente considerada la colina más alta de Lituania, es actualmente catalogada como la tercera elevación del país. La colina Kruopinė (Žybartonys) se encuentra aproximadamente a 10 kilómetros al oeste de la colina Juozapinė y la vecina colina Aukštojas.